# Suhuleț
Suhuleț – wieś w Rumunii, w okręgu Jassy, w gminie Tansa. W 2011 roku liczyła 1200 mieszkańców.